# Léon Berthoud
Léon Berthoud est un peintre paysagiste suisse né en 1822 à Provence dans le canton de Vaud et mort en 1892 à Saint-Blaise dans le canton de Neuchâtel.

## Biographie
Léon Berthoud est le fils d'Henri François, un chimiste et de Rose Louis Colomb. À 16 ans, il commence à étudier la peinture à Neuchâtel auprès de Maximilien de Meuron. C'est avec son maître qu'il va s'initier à la peinture de paysage, en particulier à la peinture de montagne, en faisant des voyages d'études dans les Alpes. Il restera très lié à Maximilien de Meuron toute sa vie. 
En 1843, Léon Berthoud part à Paris pour étudier auprès de Léon Cogniet. L'enseignement de son nouveau maître lui déplaît. Il finira par le quitter pour aller étudier auprès de Camille Joseph Roqueplan. Durant ses études à Paris, il se lie d'amitié avec Gustave Ricard et fréquente aussi certains peintres de l'école de Barbizon, dont Camille Corot. Ce dernier conseille et encourage Léon Berthoud, ce qu'il apprécie. Lorsqu'il visite au Louvre, Léon Berthoud est fortement marqué par les paysages romains de Claude Lorrain et en recopie plusieurs. C'est ce qui le poussera, en 1845, à quitter Paris pour Rome. Sur place, il représente aussi la campagne environnant la ville. Il passe ensuite son temps entre l'Italie, Paris et la Suisse. Il expose aux Salons à Paris et aux Salons des sociétés des amis des arts de Neuchâtel et de La Chaux-de-Fonds. À partir de 1873, il s'installe au bord du lac de Neuchâtel, dont il peint les paysages. 

## Œuvre
Léon Berthoud a réalisé des paysages. Il a produit des peintures à l'huile et un nombre important d'études au crayon, au fusain ou à la craie. Une partie de ses œuvres se trouvent aujourd'hui au Musée des beaux-arts de la Chaux-de-Fonds, au musée d'art et d'histoire de Neuchâtel et au musée des Beaux-Arts d'Argovie. En 1983, 208 dessins et aquarelles provenant d'une collection genevoise sont mis en vente à la Galerie d'art Anciens à Bevaix.

## Galerie

Léon Berthoud, le bord du lac à Vaumarcus, 1872, Musée des beaux-arts de La Chaux-de-Fonds
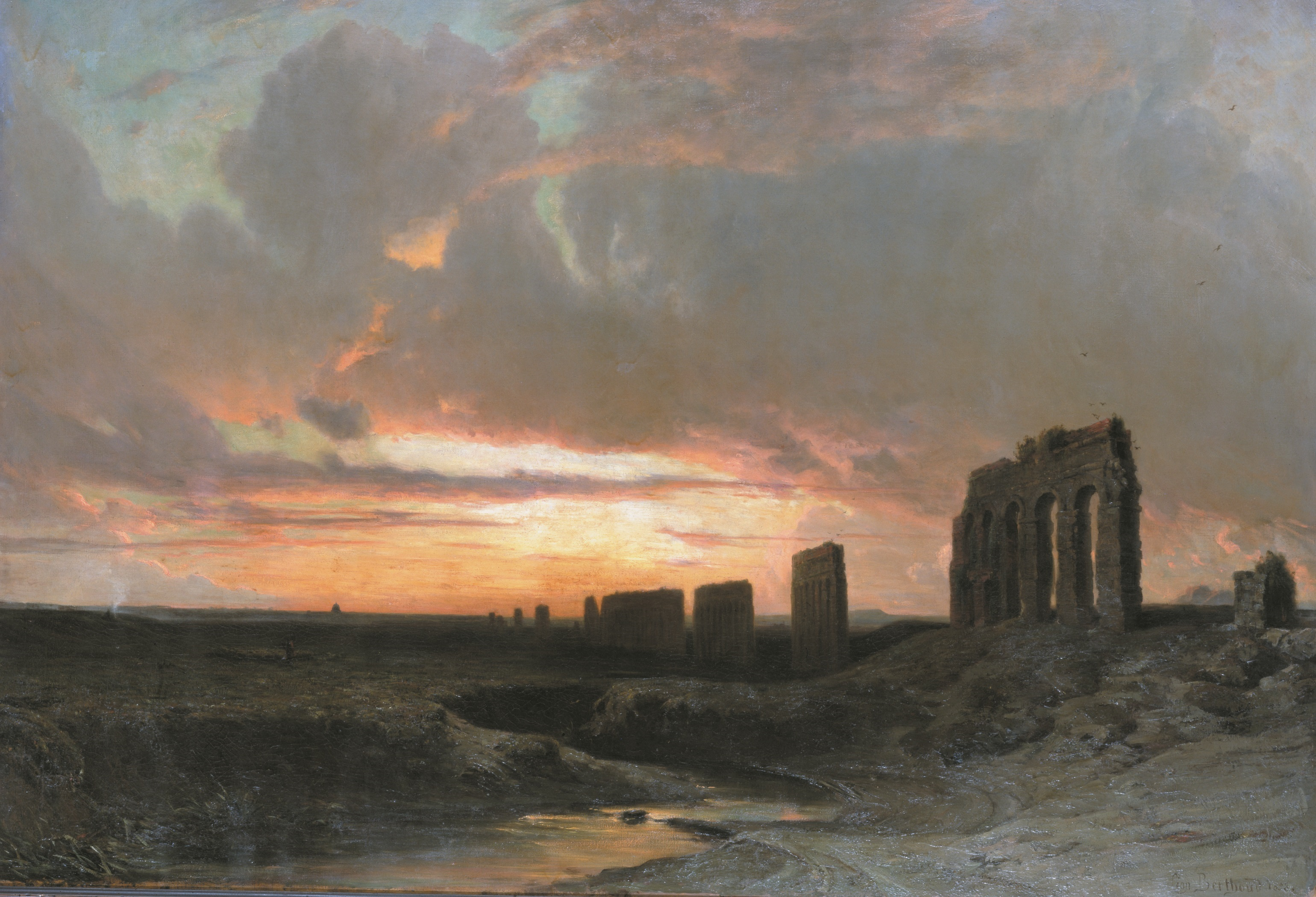
Léon Berthoud, Ruines dans la campagne romaine au crépuscule, 1858, Musée des beaux-arts de La Chaux-de-Fonds